# Déli félgömb

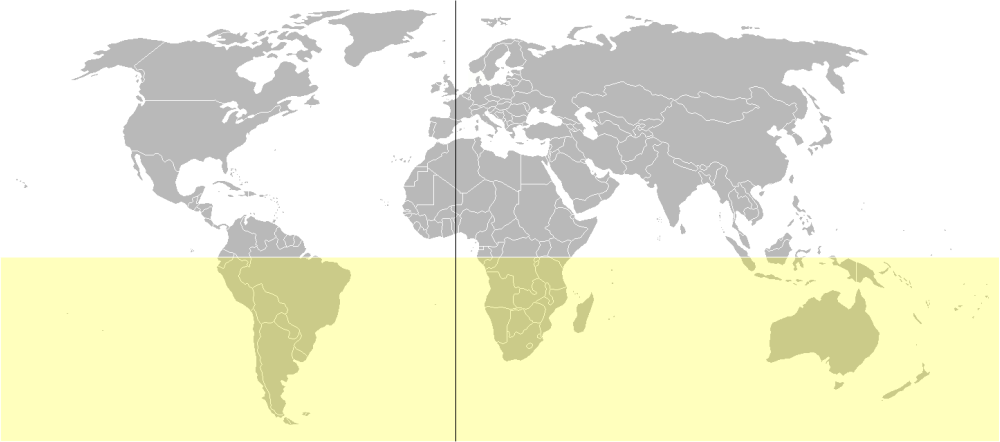
A Föld déli félgömbje sárga színnel megjelölve (az Antarktisz nem látható)

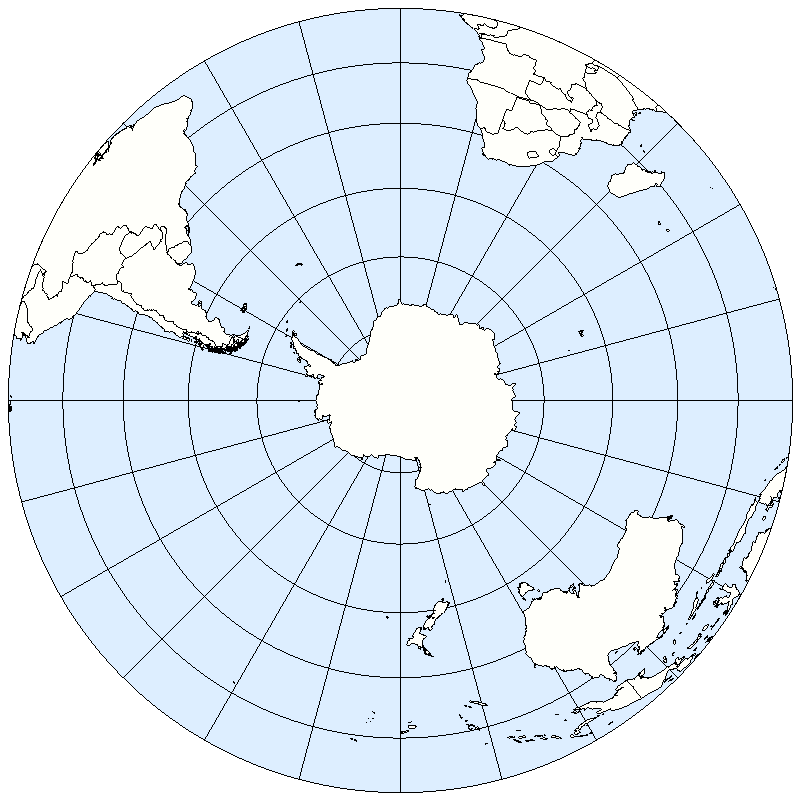
A déli félgömb a Déli-sark felől nézve

A déli félgömb (déli félteke) egy bolygó azon fele, amely az egyenlítőtől délre helyezkedik el. A fogalom az égbolt égi egyenlítőtől délre található felére is vonatkozik.
A Föld déli félgömbjén összesen öt kontinens (az Antarktisz, Ausztrália, Dél-Amerika, Afrika egyes részei, valamint Ázsia néhány szigete) és négy óceán (Atlanti-óceán, Indiai-óceán, Csendes-óceán, Déli-óceán) található, de Óceánia nagy része is itt terül el. Számos, az ázsiai kontinenshez tartozó sziget is a déli félgömbön található. A Föld szárazföldi területének csak alig egyharmada (32,7%) található a déli félgömbön (a lakatlan Antarktiszt leszámítva csak 25,6%), és a teljes népességnek csak körülbelül 10 százaléka él itt (kb. 800 millió fő).
A Föld forgástengelyének a Naphoz és az ekliptikus síkhoz viszonyított dőlése alapján a nyár december 21-től március 21-ig tart, a tél pedig június 21-től szeptember 21-ig.

## Földrajz
A déli félgömb éghajlata valamelyest enyhébb az északi félgömbénél, kivételt képez ez alól az Antarktisz, amely az Arktisznál hidegebb. Ennek az az oka, hogy a déli félgömbön jóval több az óceán és kevesebb a szárazföld, a víz pedig sokkal lassabban melegszik fel és hűl le. A déli félgömb légszennyezettsége sokkal kisebb mértékű, mivel kisebb a teljes népsűrűség (a népességnek mindössze 10–12%-a él itt), emellett kisebb az iparosodás mértéke is (a szelek többnyire nyugatról keletre fújnak, ezért a légszennyezettség nehezen terjed át északról délre). A déli félgömbön a Nap észak felé, keletről nyugatra vándorol, viszont a Baktérítőtől északra a delelő Nap egyenesen fent vagy déli irányban látható. A Nap északra történő átfordulását egy látszólagos, jobbról balra haladó pályagörbe okozza, ami eltér a Nap északi félgömbről a déli égbolton látható balról jobbra történő mozgásától. A Nap által vetett árnyékok az óramutató járásával ellentétesen (balra) forognak (a napórák visszafelé járnak). A hurrikánok és a ciklonok a Coriolis-erő hatására az óramutató járásával megegyező irányban forognak a déli félgömbön (az északi félgömbön pedig azzal ellentétesen).
A déli mérsékelt öv a déli félgömb egy része, ami szinte teljesen óceáni térség. Ebben a zónában teljes területével csak néhány ország van jelen: Uruguay, Lesotho, Szváziföld és Új-Zéland. Részben itt található Chile (többségében), Argentína (többségében), Paraguay, Brazília, Namíbia, Botswana, Dél-Afrika (többségében), Mozambik, Madagaszkár és Ausztrália.
A Déli-sark a Tejút galaktikus középpontjának irányba mutat, így amikor tiszta az ég, a déli félgömbről kitűnő látvány nyílik az éjszakai égbolton látható fényesebb és nagyobb számú csillagokra.

## Kontinensek és országok listája
A szárazföldi területeknek csak kis része található itt, kb. 47 millió km2 (ebből a lakatlan Antarktisz 13,7 millió km2), a szárazföld és az óceánok aránya: 19% - 81%.

### Kontinensek
- Antarktisz

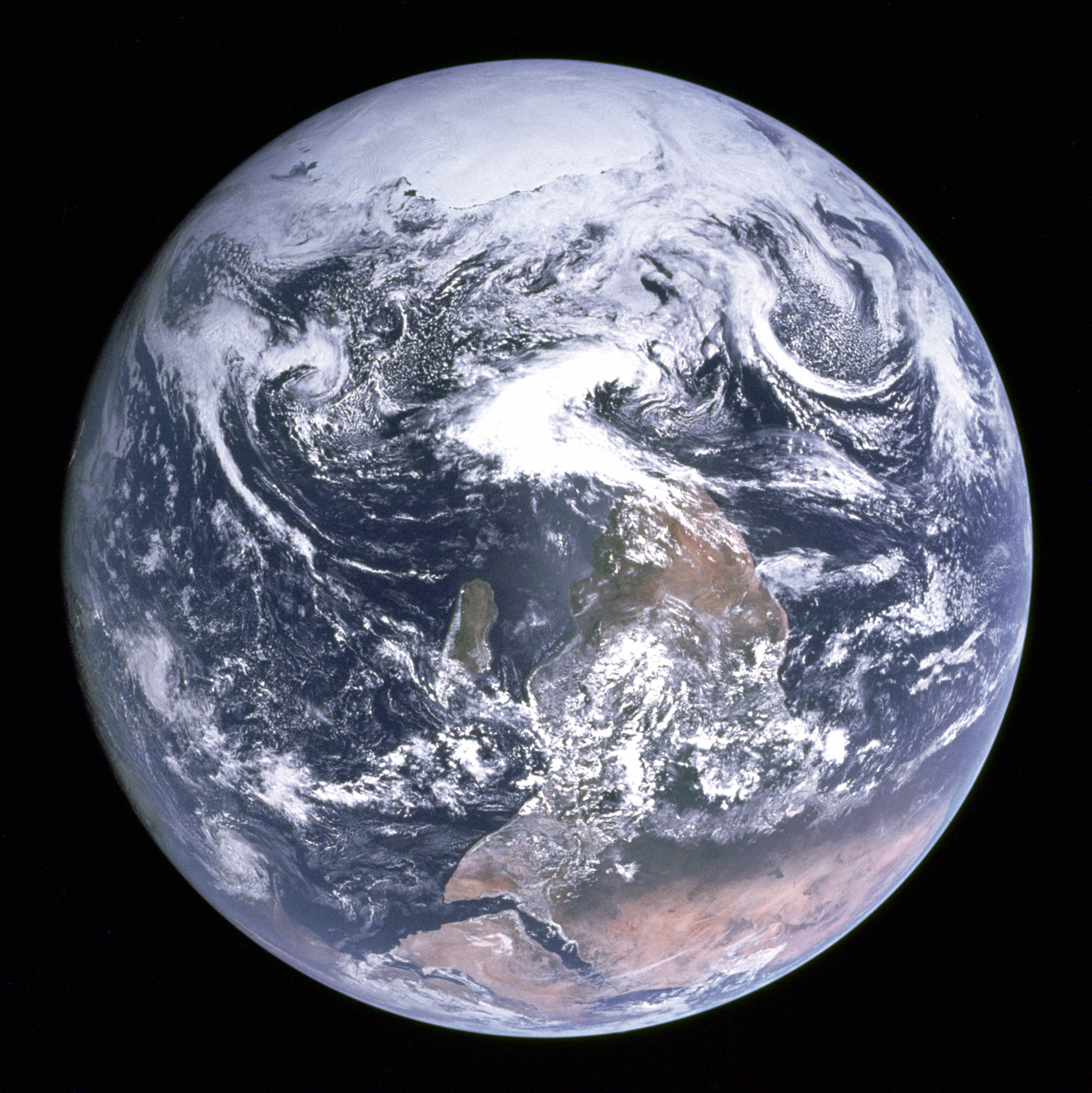
Az Apollo–17 legénysége által készített híres (Blue Marble című) fotó a Földről, melyen a Déli-sark eredetileg felül helyezkedett el; később azonban a képet a hagyományos perspektívának megfelelően megfordították

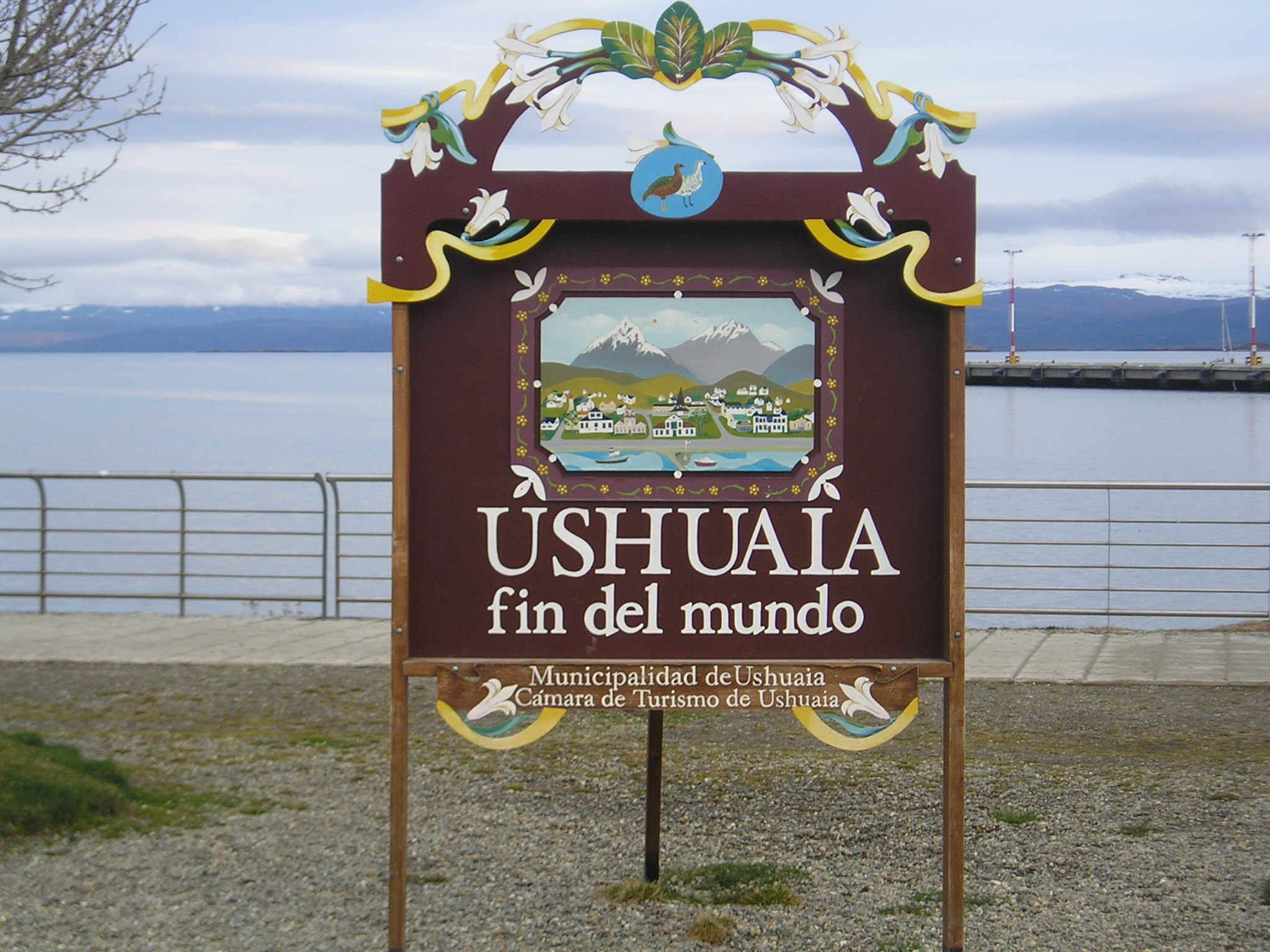
Poszter a "Ushuaia, a világ vége" felírattal. Ushuaia Argentínában a világ legdélibb városa

- Afrika (körülbelül 1/3-ad része - nyugaton a gaboni Libreville-től délre, keleten Szomáliától délre)
- Ausztrália
- Dél-Amerika (nagy része; keleten az Amazonas torkolatától délre, nyugaton Quito-tól délre)
- Ázsia (egy kis része, például Indonézia)

### Afrikai országok
Egészen
- Angola
- Botswana
- Burundi
- Comore-szigetek
- Lesotho
- Madagaszkár
- Malawi
- Mauritius
- Mozambik
- Namíbia
- Ruanda
- Seychelle-szigetek
- Dél-afrikai Köztársaság
- Szváziföld
- Tanzánia
- Zambia
- Zimbabwe

Nagyrészt
- Kongói Demokratikus Köztársaság
- Gabon
- Kongói Köztársaság

Részben
- Egyenlítői Guinea
- Kenya
- Szomália
- São Tomé és Príncipe
- Uganda

### Ázsiai országok
Megjegyzés: E déli félgömbön fekvő országok nem tartoznak Ázsia kontinentális részéhez.
Egészen
- Kelet-Timor

Nagyrészt
- Indonézia

Részben
- Maldív-szigetek

### Óceániai országok
Egészen
- Ausztrália
- Fidzsi-szigetek
- Nauru
- Új-Zéland
- Pápua Új-Guinea
- Szamoa
- Salamon-szigetek
- Tonga
- Tuvalu
- Vanuatu

Nagyrészt
- Kiribati

### Dél-Amerikai országok
Egészen
- Argentína
- Bolívia
- Chile
- Paraguay
- Peru
- Uruguay

Nagyrészt
- Brazília
- Ecuador

Részben
- Kolumbia

### Egyéb területek
| - Amerikai Szamoa (USA) - Antarktikus és szub-antarktikus szigetek - Bouvet-sziget (Norvégia) - Chagos-szigetek (Egyesült Királyság) - Cook-szigetek (Új-Zéland) - Húsvét-sziget (Chile) - Falkland-szigetek (Egyesült Királyság, Argentína igényli) - Francia Polinézia (Tahitivel együtt) (Franciaország) - Galapagos-szigetek (Ecuador) - Jarvis-sziget (USA) - Juan Fernandez-szigetek (Chile) - Kerguelen-szigetek (Franciaország) - Kermadec-szigetek (Új-Zéland) - Mayotte (Franciaország) - Új-Kaledónia és a hozzá tartozó területek (Franciaország) | - Új-Zéland szub-antarktikus szigetei (Új-Zéland) - Niue (Új-Zéland) - Pitcairn-, Henderson-, Ducie és Oeno-szigetek (Egyesült Királyság) - Réunion (Franciaország) - Szent Ilona (Egyesült Királyság) - Szent Pál-sziget és Amszterdam-sziget (Franciaország) - Déli-Georgia és Déli-Sandwich-szigetek (Egyesült Királyság, Argentína igényli) - Dél-Orkney-szigetek (az Antarktiszi-egyezményt aláíró országok) - Swains-sziget (USA, Tokelau igényli) - Tokelau (Új-Zéland) - Tristan da Cunha (Egyesült Királyság) - Wallis és Futuna szigetek területe (Franciaország) |

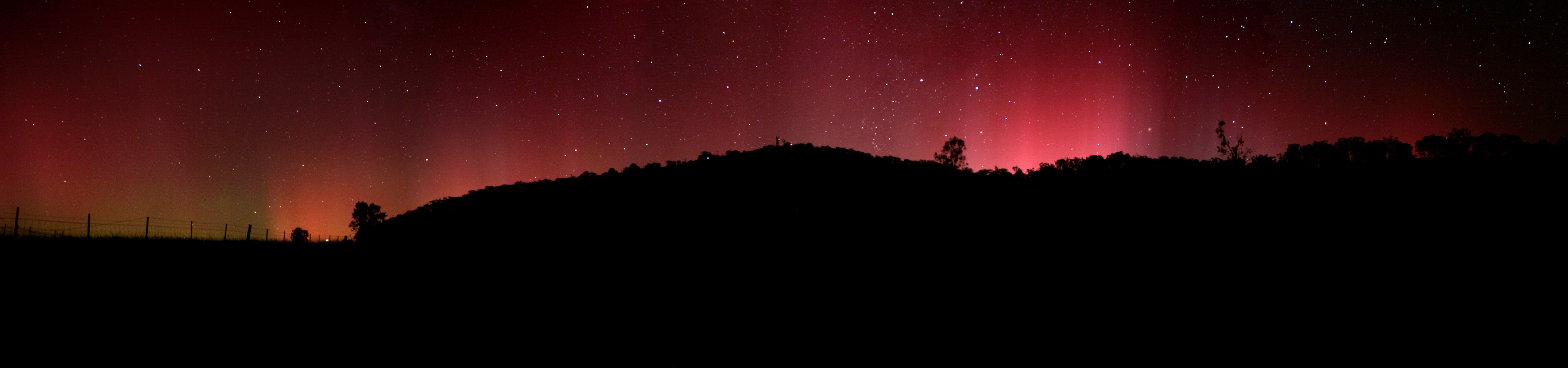
Az Aurora australis a Swifts Creek éjszakai egén, 100 kilométerre északra az ausztráliai Victoria államban levő Lakes Entrance-től

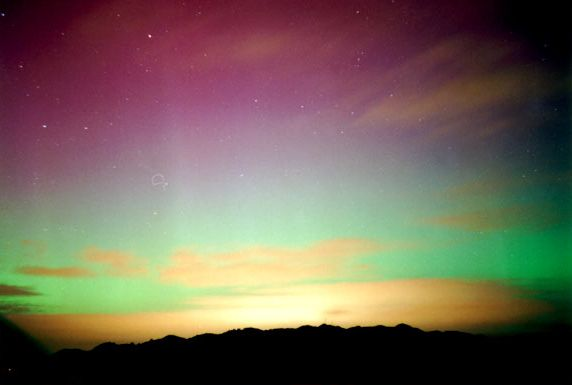
Az Aurora australis Stewart-szigetek/Rakiura irányából az új-zélandi Déli-sziget legdélibb pontja felett

## Fordítás
- Ez a szócikk részben vagy egészben a Southern Hemisphere című angol Wikipédia-szócikk ezen változatának fordításán alapul.  Az eredeti cikk szerkesztőit annak laptörténete sorolja fel. Ez a jelzés csupán a megfogalmazás eredetét és a szerzői jogokat jelzi, nem szolgál a cikkben szereplő információk forrásmegjelöléseként.